# استان خنتی
استان خِنتِی، خِنتِئی، یا خِنتیی (به زبان مغولی: Хэнтий аймаг، [Xentij ajmag]؛ ᠬᠡᠨᠲᠡᠢ ᠠᠶᠢᠮᠠᠭ، [kentei ayimaɣ]) یک استان در کشور مغولستان است.

## خصوصیات
استان خنتی ۸۰٬۳۲۵٫۰۸ کیلومترمربع مساحت و ۷۹٬۶۳۴ نفر جمعیت دارد.